# Declaração sobre os crimes do comunismo
A Declaração sobre os Crimes de Comunismo é uma declaração assinada em 25 de fevereiro de 2010 por vários políticos europeus proeminentes, ex-presos políticos, defensores dos direitos humanos e historiadores, pedindo a condenação do comunismo.

## Criação
Em 3 de junho de 2008, a Declaração de Praga sobre Consciência Europeia e Comunismo foi assinada, pedindo "a condenação e educação em toda a Europa sobre os crimes do comunismo".

## Conteúdo
A declaração apela à condenação do comunismo, à educação sobre os crimes comunistas, à acusação de criminosos comunistas através da criação de um tribunal internacional na UE para os crimes comunistas, à construção de um monumento às vítimas do comunismo mundial e ao redução das pensões e benefícios da segurança social para os perpetradores comunistas. A declaração dizia que:
- "Os regimes comunistas cometeram, e em alguns casos continuam a cometer, crimes contra a humanidade em todos os países da Europa Central e Oriental e em outros países onde o comunismo está vivo".
- “Os crimes contra a humanidade não estão sujeitos a limitações estatutárias sob o direito internacional; no entanto, a justiça que foi feita aos perpetradores de crimes comunistas nos últimos 20 anos foi extremamente insatisfatória”.
- “Não devemos negar às dezenas de milhões de vítimas do comunismo seu direito à justiça”
- "Uma vez que os crimes contra a humanidade cometidos por regimes comunistas não estão sob a jurisdição dos tribunais internacionais existentes, pedimos a criação de um novo tribunal internacional com sede na UE para crimes de comunismo. Crimes comunistas contra o comunismo a humanidade deve ser condenada por este tribunal de forma semelhante a como os crimes nazistas foram condenados e sentenciados pelo tribunal de Nuremberg, e como crimes cometidos na ex-Iugoslávia foram condenados e sentenciados".
- "Deixar de punir os criminosos comunistas significa ignorar e, assim, enfraquecer o direito internacional".
- “Como um ato de reparação e restituição, os países europeus devem introduzir legislação que iguale as pensões e benefícios de seguridade social dos perpetradores de crimes comunistas, de forma que sejam iguais ou menores do que as de suas vítimas”.
- “Como a democracia deve aprender a se defender, o comunismo deve ser condenado de maneira semelhante ao nazismo. Não equiparamos os respectivos crimes do nazismo e do comunismo, incluindo o Gulag, o Laogai e os campos de concentração nazistas. Cada um deles deve ser estudado e julgado por seus próprios méritos terríveis. A ideologia comunista e o governo comunista contradizem a Convenção Europeia dos Direitos Humanos e a Carta dos Direitos Fundamentais da UE. Assim como não estamos dispostos a relativizar os crimes do nazismo, Não devemos aceitar uma relativização dos crimes do comunismo”.
- “Apelamos aos estados membros da UE para aumentarem a consciência e educação sobre os crimes do comunismo; lembramos-lhes da necessidade de implementar, sem mais demora, a Resolução do Parlamento Europeu (2 de abril de 2009) para marcar 23 de agosto como - Dia Geral em memória das vítimas de todos os regimes totalitários e autoritários”.
- "Hacemos un llamado a la Comisión Europea y al Consejo Europeo de Justicia y Asuntos de Interior para que adopten una Decisión Marco que introduzca una prohibición paneuropea de excusar, negar o trivializar los crímenes del comunismo".
- “A criação da Plataforma Europeia de Memória e Consciência, aprovada pelo Parlamento Europeu e pelo Conselho da UE em 2009, deve ser concluída a nível da UE. Os governos individuais devem cumprir os seus compromissos em relação ao trabalho da Plataforma".
- "Como acto de reconocimiento a las víctimas y respeto por el inmenso sufrimiento infligido a la mitad del continente, Europa debe erigir un monumento a las víctimas del comunismo mundial, siguiendo el ejemplo del monumento en los Estados Unidos en Washington, DC".